# اسید ژنوپوزیدریک
اسید ژنوپوزیدریک (به انگلیسی: Geniposidic acid) یک ترکیب شیمیایی با شناسه پاب‌کم ۴۴۳۳۵۴ است. 